# Ар’яварта

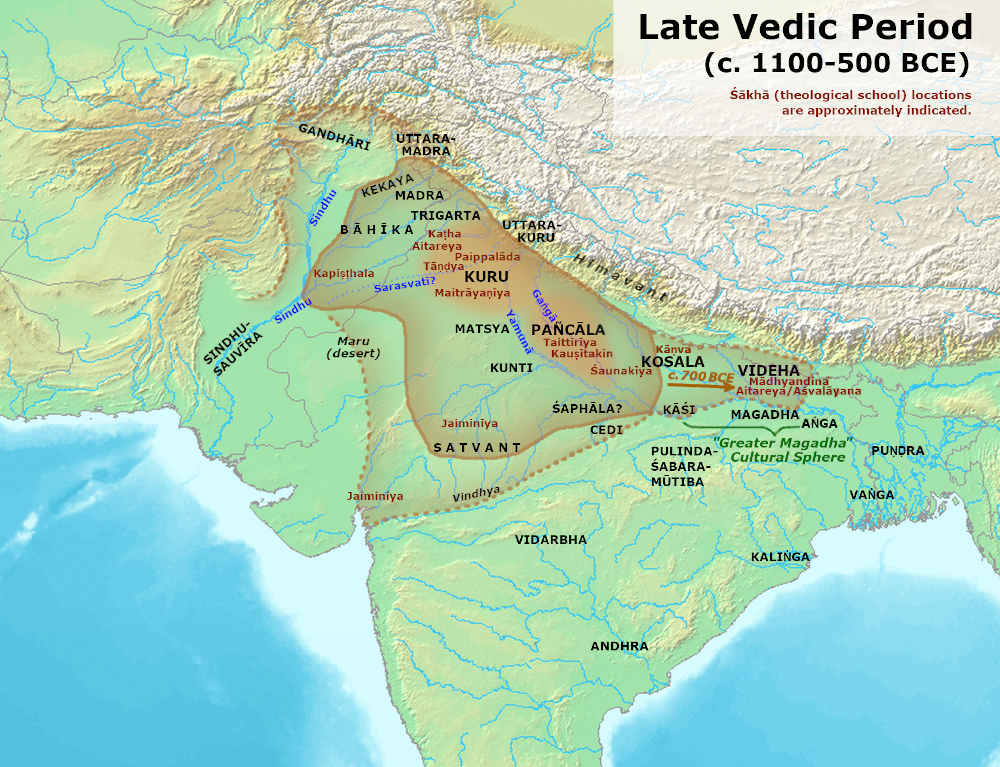
Приблизний обсяг Ар'яварти протягом пізнього ведичного періоду (бл. 1100—500 рр. до н. е.). Арьяварта була обмежена північно-західною Індією та західною рівниною Гангу, тоді як Велика Маґадга на сході була населена неведичними індоаріями, які дали початок джайнізму та буддизму.

Кладовище H, пізній Харапп, OCP, мідний скарб і місця розфарбованого сірого посуду

Ар'яварта (санскрит: आर्यावर्त, букв. «Земля арійців», Санскритська вимова: [aːrjaːˈʋərtə]) — термін для позначення півночі індійського субконтиненту разом із деякими іншими частинами в стародавніх індуїстських текстах, таких як Дхармашастри та сутри, що стосується території індоарійського субконтиненту, заселеної індоарійськими племенами та де індоарійська релігія та ритуали переважали. Межі Ар'яварти з часом розширювалися, як відображено в різних джерелах, оскільки вплив брахманської ідеології поширювався на схід у постведичні часи.

## Географічні межі

### Ганг-Ямуна доаб

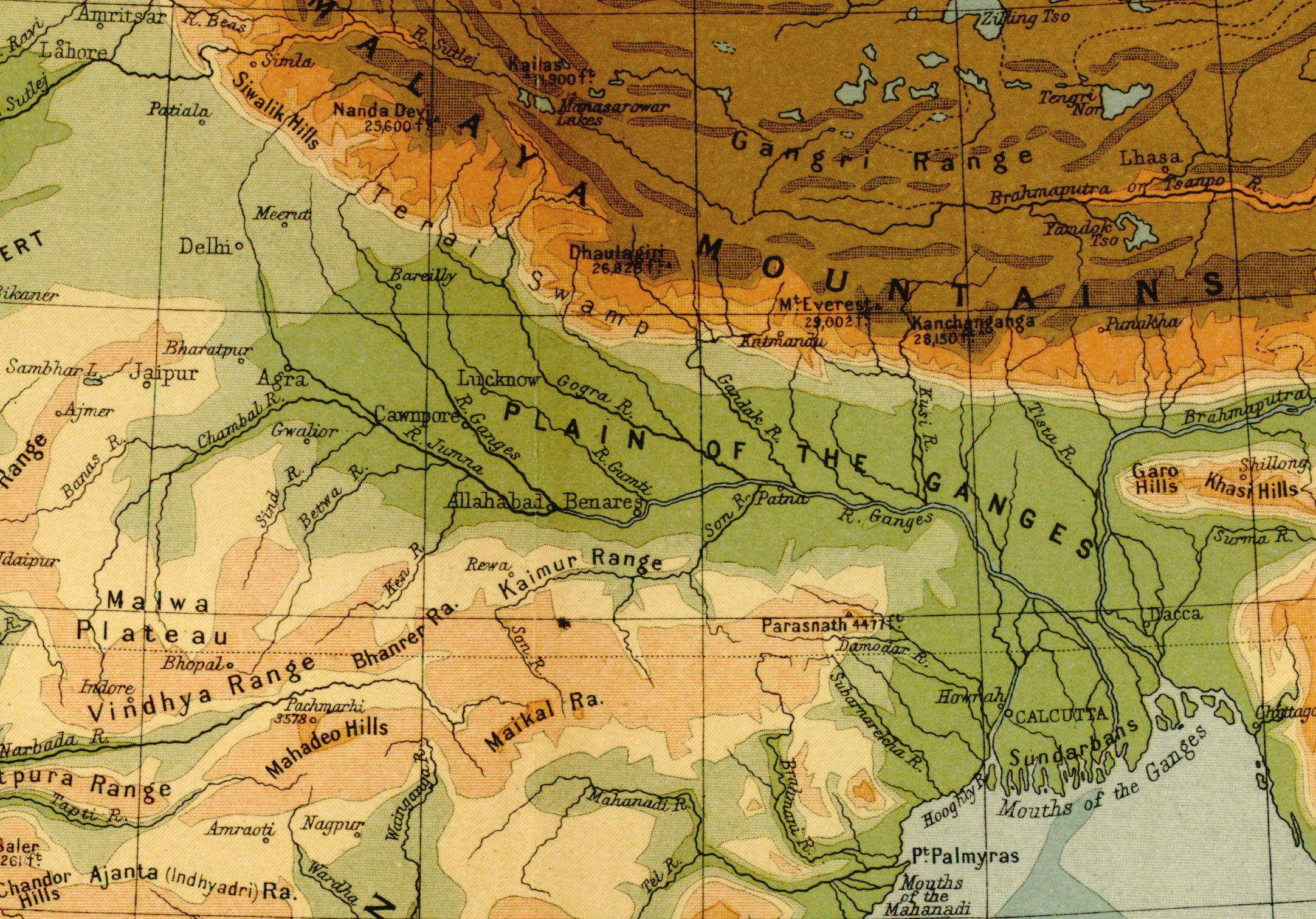
Русло річки Ганг; Ганг-Ямуна доаб західну частину зеленої зони.

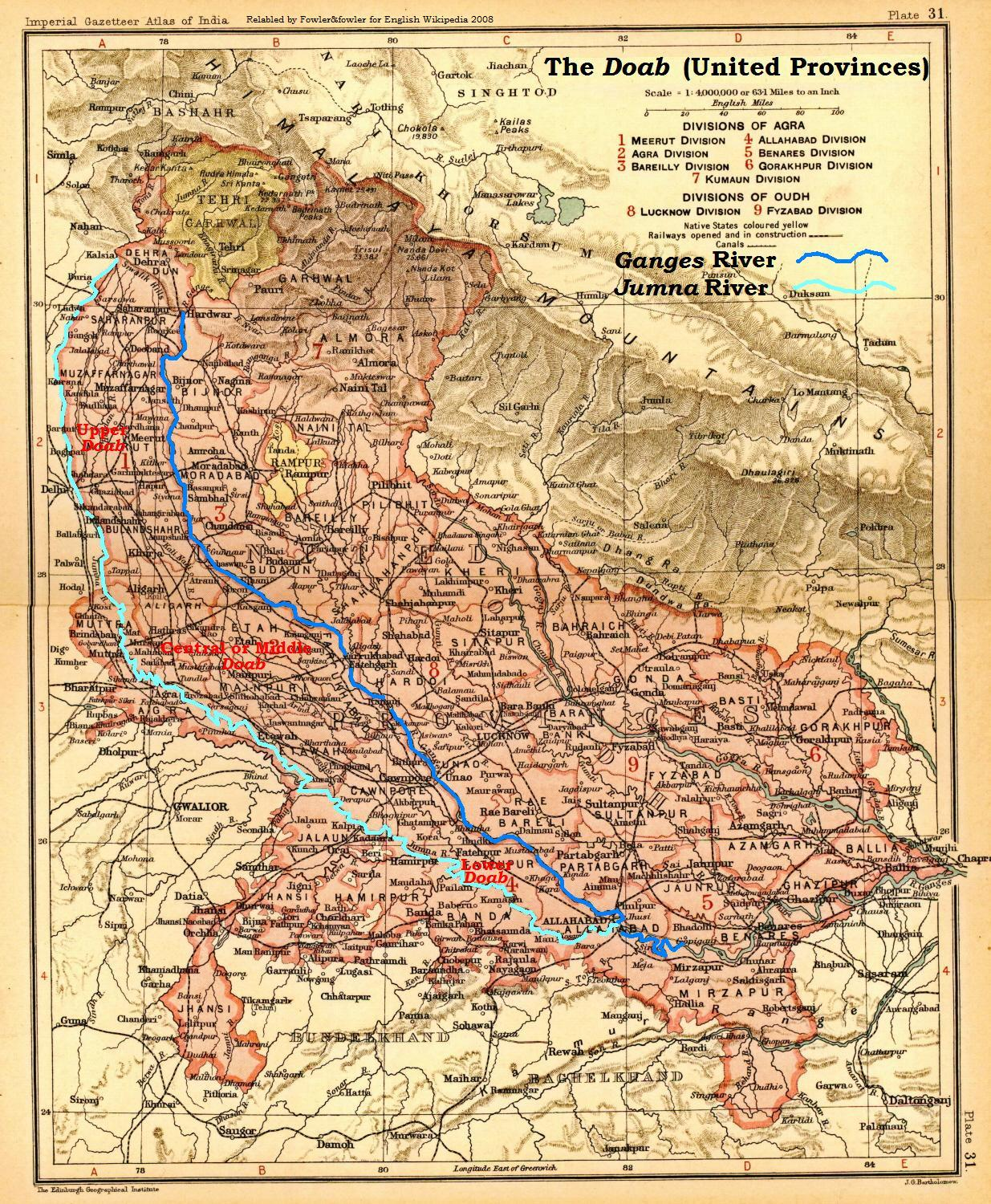
Ганг-Ямуна доаб.

Баудхаяна Дхармасутра (BDS) 1.1.2.10 (імовірно складена у VIII—VI століттях до н. е.) заявляє, що Ар'яварта — це земля, яка лежить на захід від Калакавани, на схід від Адарсани, на південь від Гімалаїв і на північ від Віндх'їв, але в BDS 1.1 .2.11 Арьяварта приурочена до доабу Гангу — Ямуни. BDS 1.1.2.13-15 вважає людей з-за меж цієї території змішаним походженням і, отже, не вартими наслідування з боку арійців. Деякі сутри рекомендують спокутні дії для тих, хто перетнув межі Арьяварти. Баудхаяна Сраутасутра рекомендує це для тих, хто перетнув кордони Арьяварти і вирушив у далекі місця.
Сутра Васіштха Дхарма (найдавніші сутри приблизно 500—300 рр. до н. е.) I.8-9 і 12-13 розташовує Ар'яварту на схід від зникнення річки Сарасваті в пустелі, на захід від Калакавани, на північ гір Паріятра та хребта Віндхья та на південь від Гімалаїв.
Махабхаш'я Патанджалі (середина ІІ століття до н. е.) визначає Ар'яварту як Васішта Дхармасутра.  За словами Бронхоста, він «по суті розташовує його на плані Гангу, між пустелею Тар на заході та місцем злиття річок Ганг (Ганга) і Джумна (Ямуна) на сході».

### Від моря до моря
Ману-Смріті (датується між ІІ ст. до н. е. до ІІІ ст. н. е.) (2.22) дає назву «урочищу між Гімалаями та хребтами Віндх'я, від Східного моря (Бенгальська затока) до Західного моря (Аравійське море)».
Манава Дхармасастра (приблизно 150—250 рр. н. е.) говорить про те, що Арьяварта простягається від східних до західних морів, що відображає зростаючу сферу впливу брахманської ідеології.

### Втрата північно-західної Індії
У післяведичний період другої урбанізації відбувся занепад брахманізму. Із зростанням міст, що загрожувало доходам і патронажу сільських брахманів; розквіт буддизму; та індійська кампанія Александра Македонського (327—325 рр. до н. е.), підйом імперії Маур'їв (322—185 рр. до н. е.), а також вторгнення саків і панування північно-західної Індії (ІІ ст. до н. е. — IV ст. н. е.), брахманізм зіткнувся з серйозною загрозою своєму існуванню.
Занепад брахманізму було подолано шляхом надання нових послуг і включення неведичної індоарійської релігійної спадщини східної рівнини Гангу та місцевих релігійних традицій, що дало початок індуїстському синтезу.

## Інші регіональні позначення
Ці тексти також ідентифікують інші частини індійського субконтиненту з конкретними позначеннями. Манусмріті згадує Брахмаварту як регіон між річками Сарасваті та Дрішадваті на північному заході Індії. Текст визначає територію як місце, де народжуються «хороші» люди, причому «доброта» залежить від місця розташування, а не від поведінки. Точне розташування та розмір регіону були предметом академічної невизначеності. Деякі вчені, такі як археологи Бріджит і Реймонд Алчин, вважають, що термін Брахмаварта є синонімом регіону Ар'яварта .
Мадх'ядеса простягалася від верхів'їв Ґанга та Ямуни до місця злиття двох річок у Праязі, і була регіоном, де за часів Махаджанападів існували куру та панчали. Весь регіон вважається священним в індуїстській міфології, оскільки тут жили боги та герої, згадані в двох епосах «Рамаяна» та «Махабхарата».

## Володарі
Цар Гурджара-Пратіхара в Х столітті носив титул Махараджадхіраджа Ар'яварти.

## Подальше читання
- Kane, Pandurang Vaman (1962). History of Dharmaśāstra: (ancient and mediaeval religious and civil law in India). Bhandarkar Oriental Research Institute.
- Neelis, Jason (19 листопада 2010). Early Buddhist Transmission and Trade Networks: Mobility and Exchange Within and Beyond the Northwestern Borderlands of South Asia. BRILL. ISBN 978-90-04-18159-5.